# Regional Air Lines
Regional Air Lines war eine marokkanische Fluggesellschaft mit Sitz in Casablanca. Sie wurde 1996 als erste private Fluggesellschaft des Landes gegründet und nahm im Juli 1997 ihren Flugbetrieb auf. Mit Royal Air Maroc bestand ein Codesharing-Abkommen. Im November 2007 kündigten Regional Air Lines und die Billigfluggesellschaft Air Arabia eine engere Zusammenarbeit an. Im Jahr 2009 ist Regional Air Lines in die Air Arabia Group als Air Arabia Maroc integriert worden.

## Ziele
Regional Air Lines bediente alle größeren inländischen Flughäfen, darunter Agadir, Marrakesch, Nador, Tanger, Errachidia, Ouarzazate, Tétouan und Oujda sowie internationale Kurzstreckenziele nach Mauretanien (Nouakchott), Spanien (Las Palmas, Málaga, Valencia) und Portugal (Lissabon) im Liniendienst. Mit der Übernahme durch die arabische Billigfluggesellschaft Air Arabia werden nur noch internationale Streckenziele nach Belgien (Brüssel), Frankreich (Lyon, Montpellier,  Paris CDG ), Italien (Bologna, Mailand-Bergamo, Turin, Venedig), Niederlande (Amsterdam), Spanien (Barcelona), Tunesien (Tunis) und Türkei ( Istanbul Sabiha) im Liniendienst angeflogen.

## Flotte
Vor Betriebseinstellung bestand die Flotte aus folgenden Flugzeugen:
- 3 ATR 42